# استان اورال (۱۹۳۴-۱۹۲۳)
استان اورال ( روسی: Уральская область) ابلاستی از جمهوری فدراتیو سوسیالیستی روسیه شوروی در داخل اتحاد جماهیر شوروی بود. در ۳ نوامبر ۱۹۲۳ با ادغام استان های پرم ، یکاترینبورگ، چلیابینسک و تیومن ایجاد شد. پایتخت این استان یکاترینبورگ بود. منطقه در زمان ایجاد آن ۱۶۵۹۰۰۰ نفر بود.
در ۲۶ فوریه ۱۹۲۵، منطقه کومی-پرمیاک از بخش غربی استان جدا شد.
در سال ۱۹۲۷، این استان به ۱۶ شهرستان و ۲۱۰ بخش تقسیم شد. اوکروگ ها شامل: ورخنه-کامسکی، زلاتوستوفسکی، ایربیتسکی، ایشیمسکی، کومی-پرمیاتسکی، کونگورسکی، کورگانسکی، پرمسکی، ساراپولسکی، سوردلوفسکی، تاگیلسکی، توبولسکی، ترویتسکی، تیومنسکی، چلیابینسکی و شادرینسکی بودند. مرزهای بین استان ها و ریون ها اغلب تغییر می کرد.

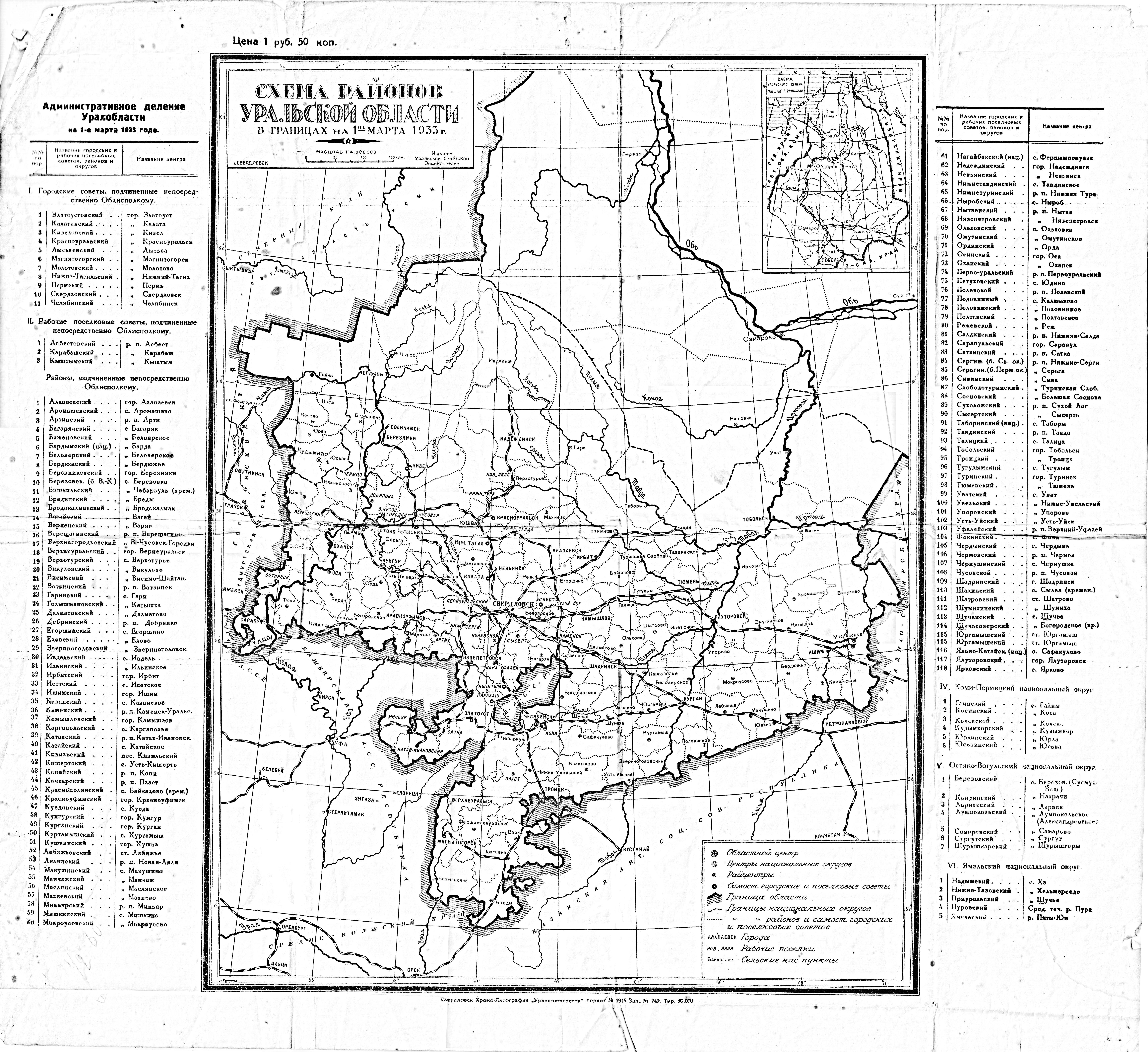
نواحی استان اورال در ۱ مارس ۱۹۳۳

در ۸ اوت ۱۹۳۰، اکروگ ها منحل شد. در ۱۰ دسامبر ۱۹۳۰، استان‌های ملی خانتی-مانسی و یامالو-ننتس در بخش شمالی منطقه توبولسکی سابق ایجاد شدند. در ۱۷ ژانویه ۱۹۳۴، این استان منسوخ شد و با استان های سوردلوفسک ، چلیابینسک و اوب ایرتیش جایگزین شد. در پایان سال ۱۹۳۳، مساحت استان ۱،۸۹۶،۰۰۰ بود.